# Moro (famiglia)

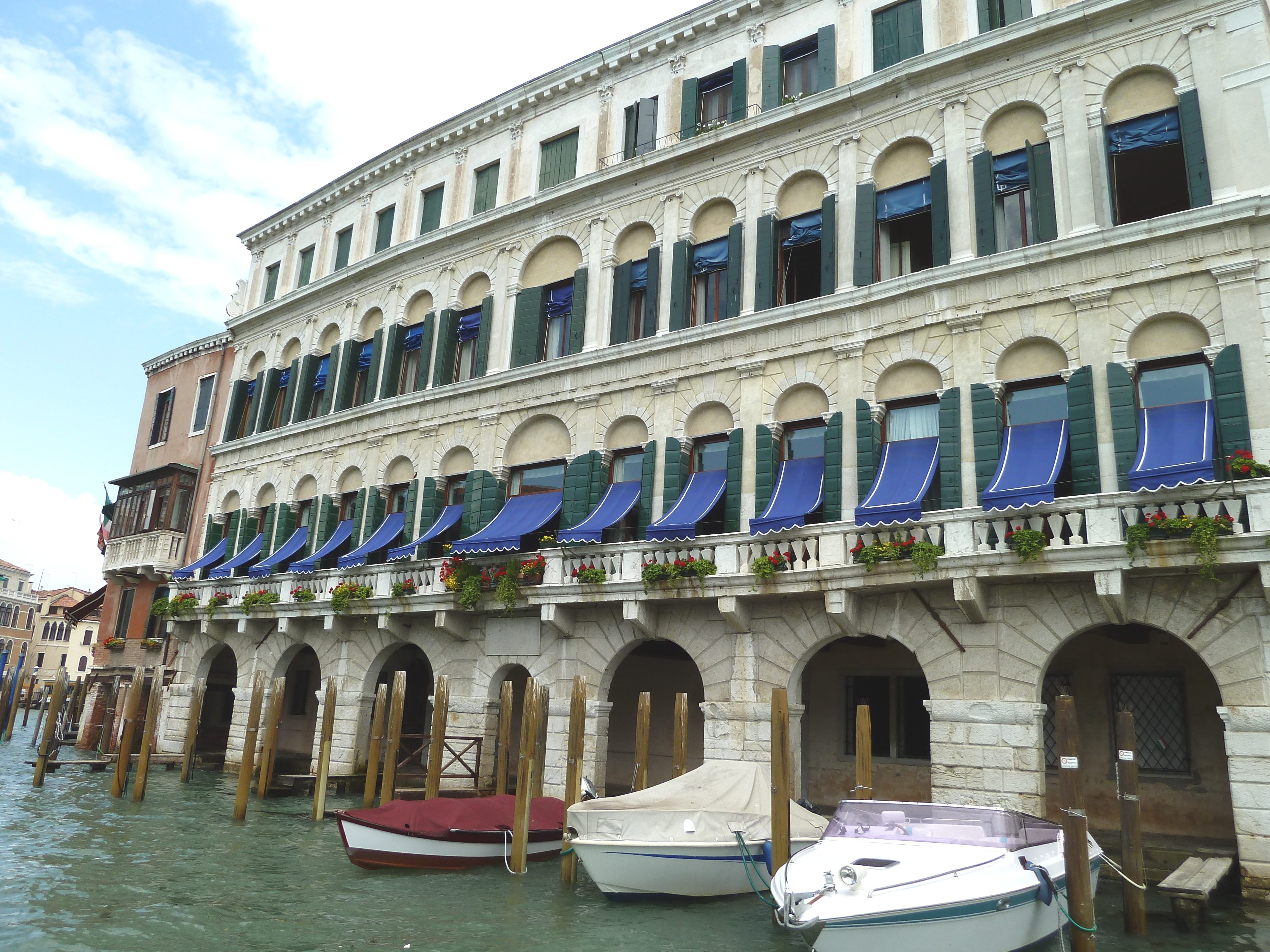
Palazzo Moro

I Moro  furono una famiglia patrizia della Repubblica di Venezia, annoverata fra i curti.

## Storia

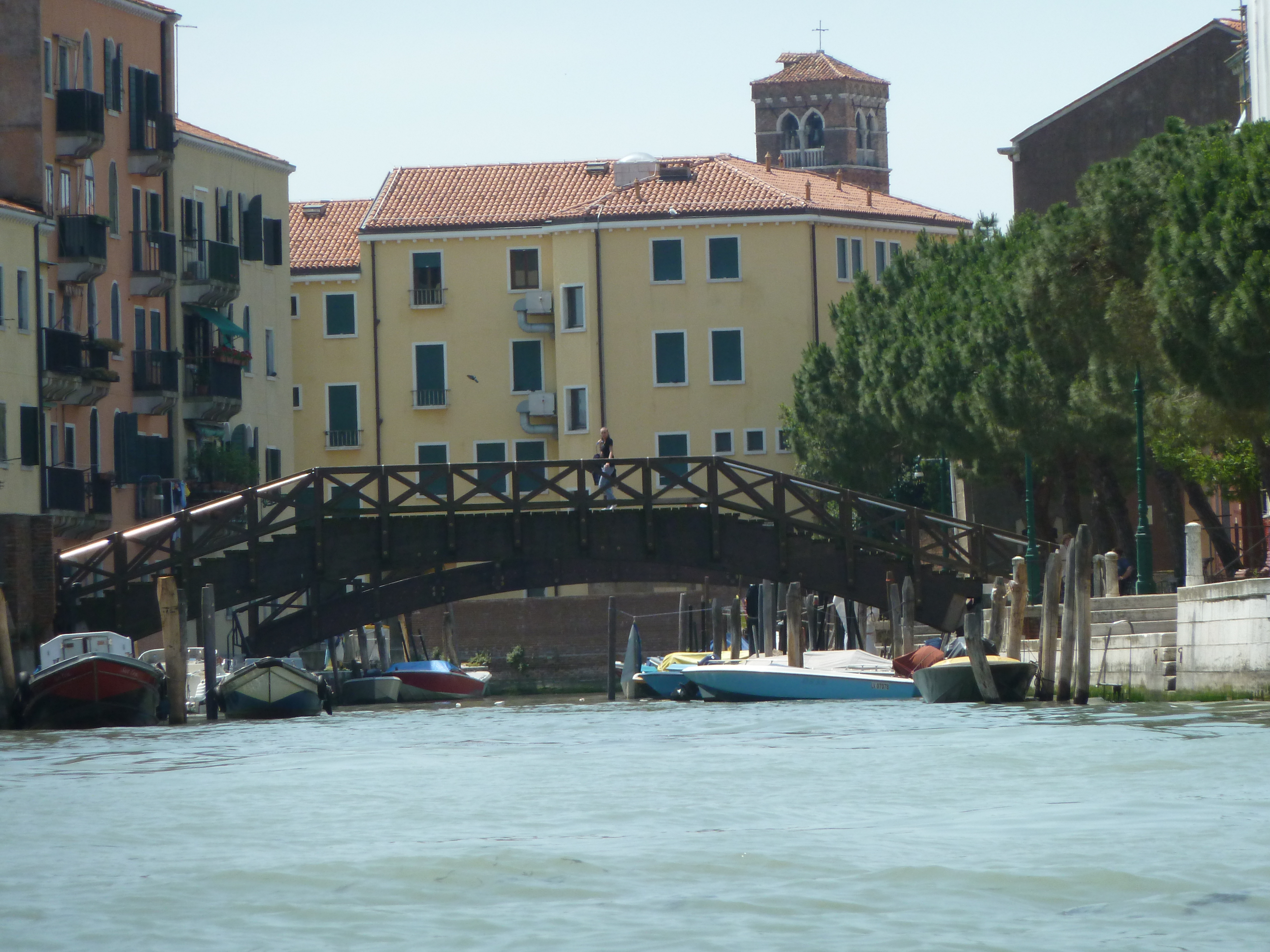
Ponte Moro, Venezia.

La leggenda li ritiene originari di Padova e ne individua il capostipite in un Albino Moro, tra i fondatori di Venezia nel 424.
La famiglia è però attestata con sicurezza a partire dal 982 e da questo momento ebbe grande influenza nella vita pubblica della città. Rimasero inclusi nel Maggior Consiglio anche dopo la serrata del 1297.
Raggiunsero l'apice delle istituzioni con l'elezione a doge di Cristoforo Moro (1462-1471).
A partire dal Cinquecento i Moro persero il loro ruolo politico, ma continuarono a distinguersi dando uomini di cultura.
Da questa famiglia provenivano i Moro-Lin (o Morolin), discesi da Gasparo Moro e da Isabella Lin, famiglia di Bergamo, sposatisi nel 1748.

## Membri illustri
- Giovanni Moro, ecclesiastico, patriarca di Grado nel 1121
- Simeone Moro († 1292), ecclesiastico, vescovo di Castello dal 1291
- Giacomo Moro, politico attivo durante la guerra contro i Carraresi (1370-1380)
- Giovanni Moro, politico; uno dei primi rettori di Terraferma
- Antonio Moro, politico; rettore sottomise Padova, Feltre, Bassano e Bologna
- Damiano Moro, militare; provveditore dell'Armata del Po nella guerra di Ferrara
- Cristoforo Moro (1390-1471), politico, doge dal 1462
- Giovanni Moro ambasciatore veneziano in Francia (1581) e bailo veneziano di Costantinopoli dal 1587.[6]
- Gabriele Moro († 1650), filosofo
- Gerolamo Lino Moro (1903-1990), politico italiano; senatore e membro della Camera dei Deputati.[7]